# 韋斯塔 (明尼蘇達州)
韋斯塔（英語：Vesta）是一個位於美國明尼蘇達州雷德伍德縣的城市。

## 歷史
韋斯塔於1899年成立，1900年升格為城市，得名自中希臘神話爐灶和家庭的保護神維斯塔。韋斯塔的郵局自1889年起營運至今。

## 人口
根據2020年美國人口普查的數據，韋斯塔的面積為1.05平方千米，皆為陸地。當地共有人口276人，而人口密度為每平方千米263人。